# Perryville (Kentucky)
Perryville is een plaats (city) in de Amerikaanse staat Kentucky, en valt bestuurlijk gezien onder Boyle County.
Nabij deze plaats vond in 1862 de Slag bij Perryville plaats. 

## Demografie
Bij de volkstelling in 2000 werd het aantal inwoners vastgesteld op 763.
In 2006 is het aantal inwoners door het United States Census Bureau geschat op 753, een daling van 10 (-1,3%).

## Geografie
Volgens het United States Census Bureau beslaat de plaats een oppervlakte van
2,1 km², geheel bestaande uit land. Perryville ligt op ongeveer 286 m boven zeeniveau.

## Plaatsen in de nabije omgeving
De onderstaande figuur toont nabijgelegen plaatsen in een straal van 20 km rond Perryville.